# Kim Song-i
Kim Song-i (n. 10 august 1994, Pyongchon-guyok⁠(d), Phenian, RPDC) este o jucătoare de tenis de masă ce a reprezentat Coreea de Nord, medaliată olimpică. A participat la o ediție a Jocurilor Olimpice (2016) în care a câștigat o medalie de bronz.

## Participări
Lista de mai jos prezintă principalele competiții la care a participat Kim Song-i de-a lungul carierei.
- Tênis de mesa nos Jogos Olímpicos de Verão de 2016 - Individual feminino[*]